# Federação Europeia de Andebol
A Federação Europeia de Andebol (em inglês: European Handball Federation, EHF) é federação matriz do andebol na Europa e membro da Federação Internacional de Andebol (International Handball Federation).
A federação com sede em Viena foi fundada em 17 de novembro de 1991 em Berlim. Atual presidente é Michael Wiederer.
A federação é responsável, entre outros, pela organização do Campeonato Europeu de Andebol e a principal competição de clubes de andebol, a EHF Champions League.

## Membros
| - Albânia - Armênia - Azerbaijão - Bélgica - Bósnia e Herzegovina - Bulgária - Alemanha - Dinamarca - Inglaterra - Estónia - Finlândia - França - Ilhas Feroé | - Geórgia - Grécia - Irlanda - Islândia - Israel - Itália - Croácia - Letônia - Liechtenstein - Lituânia - Luxemburgo - Malta - Macedônia do Norte | - Moldávia - Mónaco - Montenegro - Países Baixos - Noruega - Áustria - Polónia - Portugal - Roménia - Rússia - Escócia - Suécia - Suíça | - Sérvia - Eslováquia - Eslovênia - Espanha - Chéquia - Turquia - Ucrânia - Hungria - Bielorrússia - Chipre Membros especiais - Reino Unido - Kosovo |